# Tainiolita
La tainiolita és un mineral de la classe dels silicats, que pertany al grup de la mica trioctaedral. Rep el nom del grec "tainia", cinta, en al·lusió a l'hàbit tabular dels seus cristalls.

## Característiques
La tainiolita és un silicat de fórmula química KLiMg₂(Si₄O10)F₂. Cristal·litza en el sistema monoclínic. La seva duresa a l'escala de Mohs es troba entre 2,5 i 3.
Segons la classificació de Nickel-Strunz pertany a «09.EC - Fil·losilicats amb plans de mica, compostos per xarxes tetraèdriques i octaèdriques» juntament amb els següents minerals: minnesotaïta, talc, wil·lemseïta, ferripirofil·lita, pirofil·lita, boromoscovita, celadonita, txernikhita, montdorita, moscovita, nanpingita, paragonita, roscoelita, tobelita, aluminoceladonita, cromofil·lita, ferroaluminoceladonita, ferroceladonita, cromoceladonita, ganterita, annita, ephesita, hendricksita, masutomilita, norrishita, flogopita, polilitionita, preiswerkita, siderofil·lita, tetraferriflogopita, fluorotetraferriflogopita, wonesita, eastonita, tetraferriannita, trilitionita, fluorannita, xirokxinita, shirozulita, sokolovaïta, aspidolita, fluoroflogopita, suhailita, yangzhumingita, orlovita, oxiflogopita, brammal·lita, margarita, anandita, bityita, clintonita, kinoshitalita, ferrokinoshitalita, oxikinoshitalita, fluorokinoshitalita, beidel·lita, kurumsakita, montmoril·lonita, nontronita, volkonskoïta, yakhontovita, hectorita, saponita, sauconita, spadaïta, stevensita, swinefordita, zincsilita, ferrosaponita, vermiculita, baileyclor, chamosita, clinoclor, cookeïta, franklinfurnaceïta, gonyerita, nimita, ortochamosita, pennantita, sudoïta, donbassita, glagolevita, borocookeïta, aliettita, corrensita, dozyïta, hidrobiotita, karpinskita, kulkeïta, lunijianlaïta, rectorita, saliotita, tosudita, brinrobertsita, macaulayita, burckhardtita, ferrisurita, surita, niksergievita i kegelita.

## Formació i jaciments
Va ser descoberta a la pegmatita Narssârssuk, dins l'altiplà de Narsaarsuk, a Igaliku (Kujalleq, Groenlàndia). Tot i tractar-se d'una espècie no gaire habitual ha estat descrita en tots els continents del planeta a excepció d'Oceania i l'Antàrtida.